# Lasioglossum niveatum
Lasioglossum niveatum är en biart som först beskrevs av Meyer 1920.  Lasioglossum niveatum ingår i släktet smalbin, och familjen vägbin. Inga underarter finns listade i Catalogue of Life.